# Lea Willkowsky
Lea Willkowsky (* 1988 in Bremen) ist eine deutsche Theater- und Filmschauspielerin.

## Leben
Willkowsky nahm von 2008 bis 2012 Schauspielunterricht an der Hochschule für Schauspielkunst Ernst Busch in Berlin. 2009 nahm sie an einer Szenischen Lesung am Maxim Gorki Theater teil und trat dort in Stücke über Wittenberge auf. Aufführungen am Hans Otto Theater in Potsdam, Schlosstheater Celle schlossen sich an.
2011 war Willkowsky in dem kleinen Fernsehspiel Ameisen gehen andere Wege zu sehen. Es folgten einige Kurzfilme, Interferenz (2012), Isabel im Winter (2014) und Malibu (2015). 2016 spielte sie in dem Thriller Tödliche Geheimnisse, 2017 in Eine gute Mutter mit. Willkowsky war auch in Serien zu sehen, so seit 2017 in mehreren Episoden der Serie Dark, 2017 In aller Freundschaft – Die jungen Ärzte und 2019 in Der Bulle und das Biest. 2019 wirkte sie in dem Drama Nur eine Frau mit. In der Serie Schuld war sie 2019 als Sergeant Bärbel Rihm zu sehen. 2020 spielte sie in dem Krimi Ostfriesengrab und in der Krimikomödie Das Gesetz sind wir. 2021 hatte sie eine Rolle in dem Polizeiruf 110 – Sabine.
Im Februar 2021 war Willkowsky Teil der Initiative #ActOut im SZ-Magazin, zusammen mit 184 lesbischen, schwulen, bisexuellen, queeren, nichtbinären und transgender Personen aus dem Bereich der darstellenden Künste. Willkowsky lebt mit ihrem Partner und ihrer Familie in Bremen.

## Filmografie (Auszug)
- 2011: Ameisen gehen andere Wege
- 2012: Interferenz
- 2014: Isabel im Winter
- 2015: Malibu
- 2016: Die Stadt und die Macht
- 2016: Tödliche Geheimnisse
- 2017–2020: Dark (7 Episoden)
- 2017: In aller Freundschaft – Die jungen Ärzte: Glaube versetzt Berge
- 2017: Eine gute Mutter
- 2019: Der Bulle und das Biest – Die Hundeschule
- 2019: Nur eine Frau
- 2019: Schuld – Einsam
- 2020: Ostfriesengrab
- 2020: Das Gesetz sind wir
- 2021: Polizeiruf 110: Sabine
- 2021: Loving Her
- 2022: Die Kanzlei: Wechselspiel
- 2023: Hotel Mondial: Ratschläge sind auch Schläge
- 2023: Tatort: Geisterfahrt
- 2024: Festmachen (Miniserie)
- 2025: Helen Dorn: Schwarzes Herz
- 2025: Die Pfefferkörner (1 Episode)
- 2025: Wendland - Stiller und der Teufelssauger
- 2025: Ostfriesenfluch
- 2025: Morden auf Öd – Ein Insel-Krimi (Fernsehserie, 1 Folge)